# 入田村 (大分県)
入田村（にゅうたむら）は、かつて大分県直入郡にあった村。現在の竹田市の一部にあたる。

## 地理
大野川支流の緒方川や太田川の流域に位置していた。

## 歴史
- 1889年（明治22年）4月1日、町村制の施行により、直入郡門田村、入田村、太田村が合併して村制施行し、入田村が発足[1][2]。旧村名を継承した門田、入田、太田の3大字を編成[2]。
- 1954年（昭和29年）3月31日、直入郡竹田町、玉来町、嫗岳村、城原村、菅生村、豊岡村、松本村、宮砥村、宮城村と合併し、市制施行し竹田市を新設して廃止された[1][2]。

### 地名の由来
入田郷にちなむ。

## 産業
- 農業[2]

## 出身者
- 後藤重巳 - 歴史学者（日本近世史）。別府大学名誉教授。